# Pulaski (New York)
Pulaski ist ein Village im Oswego County im US-Bundesstaat New York im Nordosten der Vereinigten Staaten. Es ist neben Oswego Sitz des Countys. 

## Geographie
Pulaski liegt am Salmon River. Der Highway 11 führt durch den Ort.  Pulaski gehört zum Snow Belt  der fünf Großen Seen.  Drei Meilen westlich liegt der Lake Ontario. Der Interstate Highway I-81 führt östlich an Pulaski vorbei. Die nächstgelegenen Städte sind Syracuse und Watertown.

## Geschichte
Das Dorf wurde 1832 gegründet. Benannt wurde Pulaski nach dem aus Polen stammenden Kazimierz Pułaski (1746–1779), in Polen Mitglied der Konföderation von Bar und Kommandant im Amerikanischen Unabhängigkeitskrieg. 
Im United States Census des Jahres 2010 hatte Pulaski 2365 Einwohner.

## Öffentliche Einrichtungen
In Pulaski befindet sich das Salmon River Fine Arts Center. Mit dem John Ben Snow Community Complex verfügt das Dorf über eine Freizeiteinrichtung mit Sportanlagen.  Das Dorf hat zwei Parks, den North Park und den South Park.
Mit der Lura Sharp Elementary School und der Middle-Senior High School hat Pulaski zwei Schulen.

## Religion
In Pulaski leben Angehörige mehrerer christlicher Glaubensrichtungen, darunter Siebenten-Tags-Adventisten, Angehörige der Assemblies of God, der Methodistischen und Wesleyanischen Kirchen, der Episkopalkirche der Vereinigten Staaten von Amerika und der Römisch-katholischen Kirche. Die Baptisten sind mit drei Gemeinden vertreten. 

## Wirtschaft
Ein bedeutender Wirtschaftsfaktor in Pulaski ist der Tourismus, insbesondere durch Sportfischen im Lake Ontario. Im Herbst findet das Salmon River Festival statt. Der Wintertourismus wächst durch Schneemobil-Fahrten. Pulaski ist an ein überörtliches Netz von Schneemobil-Strecken angeschlossen.  Die deutsche Felix Schoeller Gruppe, ein Hersteller von Spezialpapier, hat ein Werk in Pulaski. 